# نو سي دي كراك
نو سي دي كراك(بالإنجليزية: No-CD crack)‏ هو برنامج تنفيذي خاص يتيح لمستخدم الكمبيوتر تشغيل البرامج أو العاب بدون ادراج سي دي أو القرص إلى سي دي-روم.ويعتبر النو سي دي كراك من برامج القرصنة ويحاسب عليه القانون في عدد من الدول.